# دیسفروتار

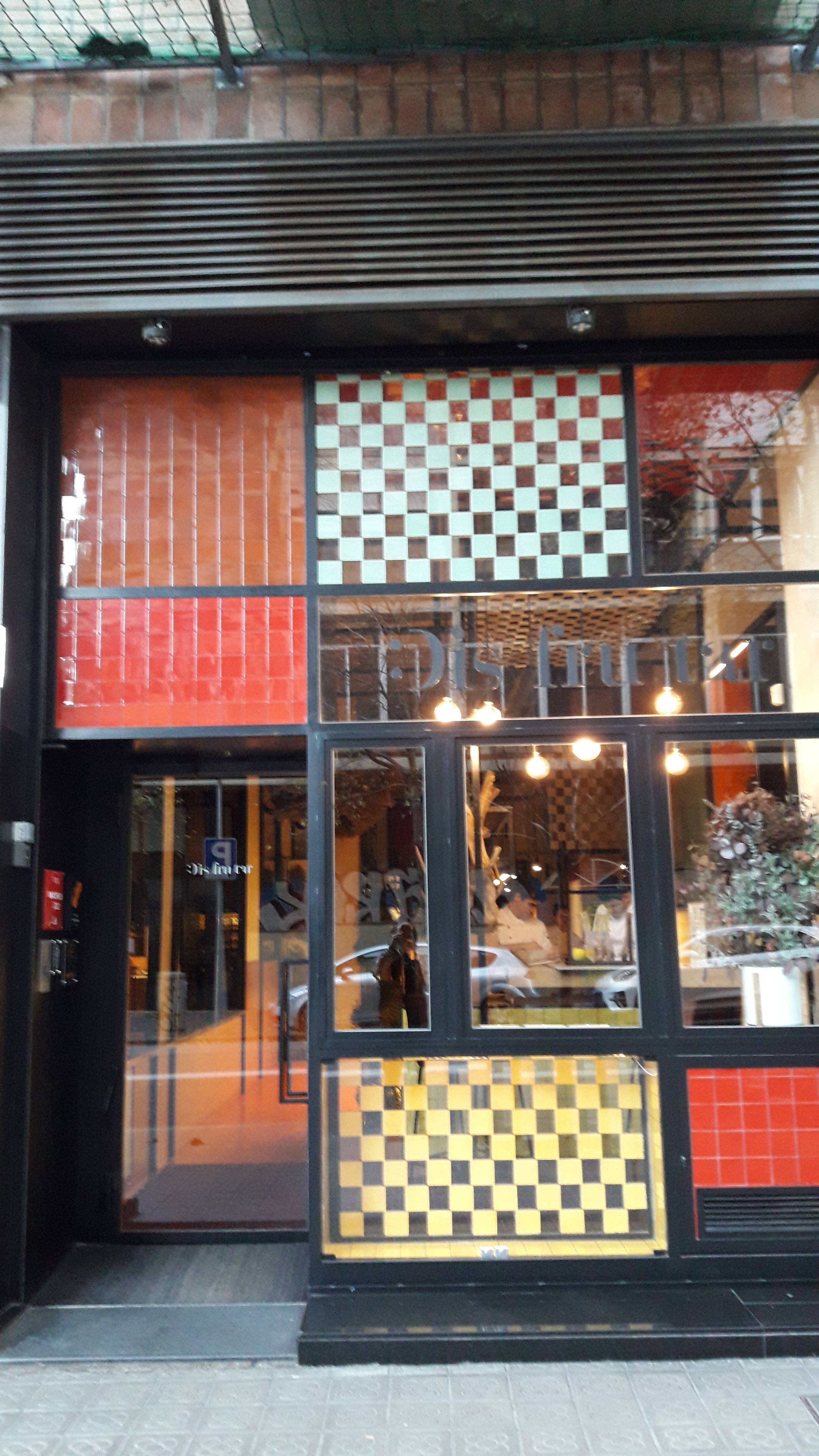
ورودیِ رستوران دیسفروتار

دیسفروتار (کاتالونیایی: Disfrutar) یک رستوران سه‌ستاره میشلن در شهر بارسلون اسپانیاست که در سال ۲۰۲۲ به‌عنوان سومین رستوران برتر جهان و در سال ۲۰۲۳ به‌عنوان دومین رستوران برتر جهان انتخاب شد. سرآشپزهای این رستوران، زمانی با هم در رستوران بویی همکار بودند و همانجا با هم آشنا شدند.